# Thilachium thomasii
Thilachium thomasii är en kaprisväxtart som beskrevs av Ernest Friedrich Gilg. Thilachium thomasii ingår i släktet Thilachium och familjen kaprisväxter. Inga underarter finns listade i Catalogue of Life.